# Pie
El pie es la porción terminal de una extremidad que lleva el peso del cuerpo y permite la locomoción y la retromoción. Es una estructura anatómica que se encuentra en muchos vertebrados.
En muchos animales con pies (en este caso denominados como patas), este es un órgano independiente en la parte terminal de la pierna, y en general está compuesto por uno o más segmentos o huesos, incluyendo las zarpas, las pezuñas o las uñas.

## Pie humano
El ser humano usa sus pies para la locomoción bípeda, haciendo posible la posición vertical y la liberación de los miembros superiores. En su concepto, constituye una bisagra con el suelo, siendo crucial, pero como estructura inferior a menudo resulta infravalorado. Anatómicamente, el pie y la mano humanas son variaciones de una misma estructura de cinco dígitos que es común a muchos otros vertebrados; es también una de las dos estructuras de huesos más complejas del cuerpo.
En un estudio antropométrico en 1997 en el Norte de América, con hombres adultos de raza caucásica y una edad media de 35,5 años, se encontró que la longitud del pie de los hombres era por término medio de 26,3 cm con una desviación estándar de 1,2 cm.

### Anatomía del pie humano
El pie humano y el tobillo son una fuerte y compleja estructura mecánica que contiene 26 huesos, 33 articulaciones, y más de 100 músculos, ligamentos y tendones.
El pie se puede subdividir en tres partes: retropié, parte media y antepié.

Huesos del pie.

La porción ósea del pie puede dividirse en tres partes:
- Tarso, con siete huesos siendo, de atrás a delante el calcáneo, el astrágalo, el navicular, el cuboides y tres cuñas (primera o medial, segunda o intermedia y tercera o lateral)
- Metatarso, con cinco huesos largos, que se disponen de dentro afuera con los nombres de primero, segundo, tercero, cuarto y quinto.
- Falanges, con catorce huesos. Se conocen con los nombres de primera o proximal, segunda o media y tercera o distal o ungueal.
- El retropié está compuesto por el astrágalo y el calcáneo o talón. Los dos huesos largos que componen la pierna, la tibia y el peroné, se conectan con la parte superior del astrágalo para formar el tobillo. Tiene función estabilizadora.
- La parte media del pie está formada por cinco huesos irregulares: cuboides, navicular, y tres huesos cuneiformes, los cuales constituyen los arcos del pie, que sirve como un amortiguador. La parte media del pie está conectada con el antepié y el retropié mediante músculos y la fascia plantar. Esta parte tiene una función rítmica ya que los huesos que la forman actúan de forma sincrónica.
- El antepié se compone de los cinco metatarsianos que forman el metatarso y las falanges del pie. Al igual que los dedos de la mano, el dedo gordo tiene dos falanges (proximal y distal), mientras que el resto de los dedos tienen tres falanges. Las articulaciones entre las falanges se llaman interfalángicas y las que existen entre el metatarso y las falanges se denominan metatarsofalángicas. Su función es dinámica.

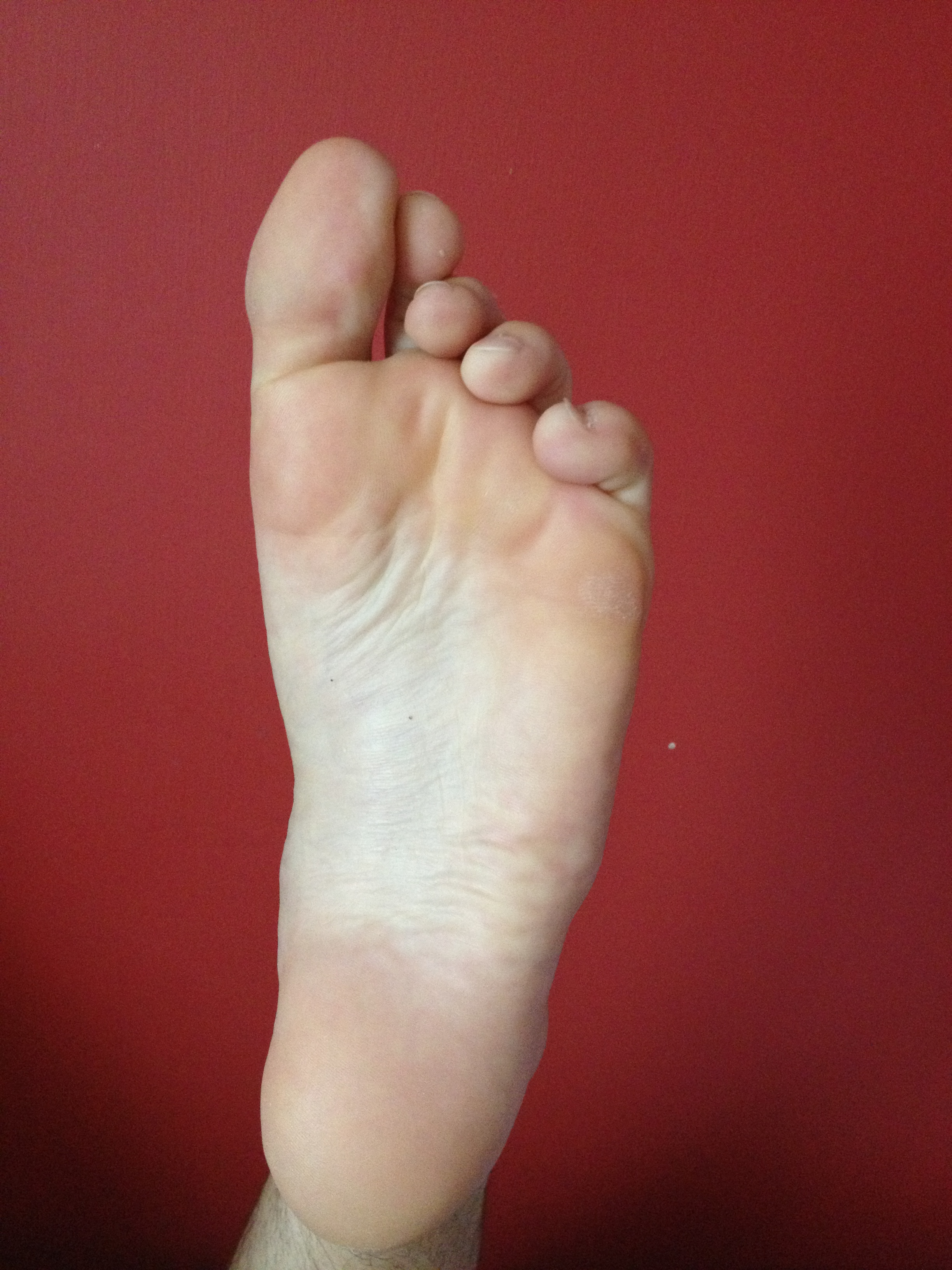
Planta del pie de un hombre

La parte superior o dorsal del pie se llama empeine y la inferior planta. El pie se mueve, en relación con la pierna, con el auxilio de músculos extensores y flexores. Los primeros, que constituyen la pantorrilla, se insertan en la extremidad posterior del calcáneo por medio del tendón de Aquiles. Los segundos están situados delante de la pierna. Existen, además, músculos elevadores que hacen girar el pie hacia fuera o hacia dentro.
El pie humano está formado por tres arcos que constituyen una bóveda, dos arcos longitudinales y un arco transversal que están mantenidos por las formas entrelazadas de los huesos del pie, los ligamentos y los músculos. La ligera movilidad de los arcos cuando el peso se aplica y se retira del pie hace que el caminar y el correr sean más económicos en términos de energía.
El arco interno es el más largo y alto mientras que el arco externo tiene una longitud y altura menor a las del arco interno. Por último, el arco anterior cuyos puntos de apoyo son la cabeza del primer y quinto metatarsiano. La excesiva tensión en los tendones y ligamentos de los pies puede dar lugar a arcos caídos o pies planos. El arco externo se compone de posterior a anterior por: calcáneo, cuboides, quinto metatarsiano y la falange del quinto dedo. El interno lo forman astrágalo, escafoides, primera cuña, primer metatarsiano y falange del primer dedo.

#### Huesos

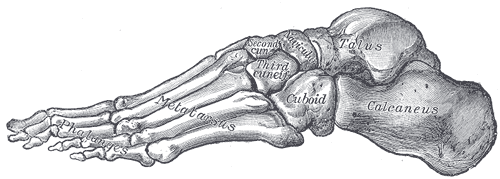
Huesos del pie.

Los huesos que constituyen el pie se disponen en tres grupos principales:
- 1. Grupo proximal: formado por los huesos del tarso.

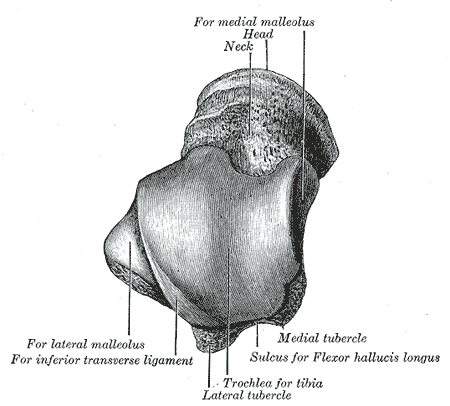
Astrágalo.

- - Astrágalo. Es el único hueso del tarso que se articula con la pierna, quedando sujeto por la mortaja tibioperonea y articulándose caudalmente con el calcáneo y ventralmente con el escafoides. Consta de una cabeza o porción anterior que se articulará con el escafoides, un cuello o segmento intermedio y un cuerpo o porción posterior. El cuerpo es la parte más voluminosa, su cara superior es articular formando la porción media o principal de la tróclea o polea astragalina.

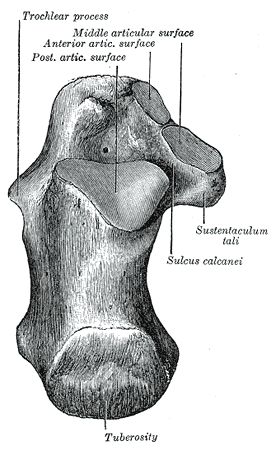
Calcáneo.

- - Calcáneo. Tiene una forma irregularmente paralelepípeda representando su mitad posterior el talón. En su cara superior distinguimos dos carillas articulares para el astrágalo. Entre ambas carillas existe un surco profundo denominado sulcus calcanei, que junto con sulcus tali forma un conducto o cueva ósea: el seno del tarso (sinus tarsi). La cara inferior es rugosa y presenta dos eminencias: las tuberosidades interna y externa del calcáneo. La cara externa presenta un pequeño tubérculo denominado tubérculo peroneo. En la cara interna podemos observar el canal calcáneo interno debajo del sustentaculum tali. La cara anterior es lisa y se articula con el cuboides. La cara posterior forma la parte prominente del talón.

- - Navicular. Presenta una forma navicular. Su cara posterior o proximal ofrece una excavación articular para el astrágalo. Su cara anterior o distal presenta tres facetas triangulares para articularse con las cuñas. En la parte interna del hueso se aprecia un saliente denominado tubérculo del escafoides y en la parte externa una carilla plana para el cuboides.

- - Cuñas o huesos cuneiformes. Son tres: primera o medial, segunda o intermedia y tercera o lateral. Todas presentan una cara proximal triangular articulada con el escafoides y una cara distal también triangular articulada con los cuatro primeros metatarsianos.

- - Cuboides. Tiene forma irregularmente cuboidea. Su cara proximal es lisa y se articula con el calcáneo. Su cara distal presenta dos facetas articulares para el cuarto y quinto metatarsiano. En la cara medial presenta dos carillas, una anterior para la tercera cuña y otra posterior para el escafoides. El resto de sus caras (dorsal, plantar y lateral) son rugosas y no articulares. En la cara plantar destaca una cresta, la cresta del cuboides, que divide en dos partes su cara plantar constituyendo la parte anterior un canal denominado surco del peroneo lateral largo.

- 2. Grupo intermedio. Formado por los metatarsianos.

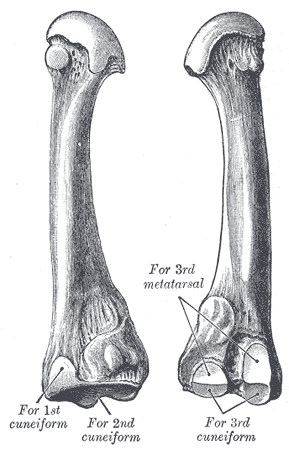
2.º metatarsiano, vista anterior y posterior.

- - Metatarsianos. Son pequeños huesos largos, que se disponen de dentro afuera con los nombres de primero, segundo, tercero, cuarto y quinto. No se encuentran en el mismo plano sino que forman un arco transversal, más elevado por dentro que por fuera. Cada uno de ellos consta de una base o extremo proximal, un cuerpo o diáfisis y una cabeza o extremidad distal. El quinto suele presentar un saliente posteroexterno a nivel de su base: La apófisis estiloides del quinto metatarsiano. La diáfisis es prismática triangular con base dorsal y arista plantar. El primer metatarsiano (el más grueso) se articula con la primera cuña, el segundo encaja entre las tres cuñas, el tercero solamente se articula con la tercera, el cuarto con la tercera y el cuboides, y el quinto solamente con el cuboides. Además, todos se articulan entre sí.

- 3. Grupo distal: formado por las falanges.

- - Falanges. Se conocen con los nombres de primera o proximal, segunda o medial y tercera o distal o unqueal. El dedo gordo o hallux solo tiene dos falanges: la proximal y la distal o unqueal. Son muy rudimentarias, presentando una base o extremidad proximal, una diáfisis muy corta y una cabeza o extremidad distal. Las superficies articulares de sus extremidades son trocleas rudimentarias.

#### Músculos
Los músculos que actúan sobre el pie se clasifican como músculos extrínsecos, los que se originan en la cara anterior, posterior o lateral de la pierna, y los músculos intrínsecos, que se originan en la cara dorsal o plantar del pie.

##### Extrínsecos

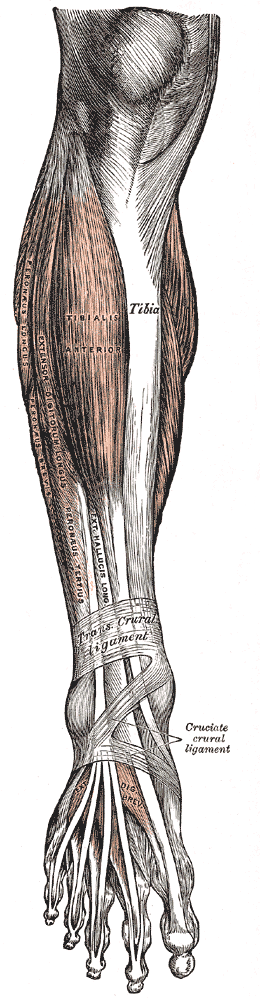
Los músculos anteriores se originan en porción anterior de la pierna y se unen a los huesos del pie

Son todos aquellos músculos que se originan en la pierna y se unen a los huesos del pie. La tibia y el peroné y la membrana interósea separan estos músculos en grupos anteriores y posteriores, a su vez, se subdividen en subgrupos y capas.
- Músculos anteriores: a todos estos músculos los inerva el nervio peroneo profundo, que viene desde las ramas L4 a S1
  - Músculo tibial anterior. Se origina en la mitad proximal de la tibia y la membrana interósea y se inserta cerca de la articulación tarsometatarsiana del primer dígito. El tibial anterior flexiona el pie dorsalmente y levanta su borde medial (supinación).[5]
  - Músculo extensor largo de los dedos. Se origina en el cóndilo lateral de la tibia y el peroné, para insertarse en los dígitos segundo a quinto y proximal en el quinto metatarsiano. El extensor largo de los dedos funciona de manera similar al tibial anterior, excepto que también dorsiflexiona los dedos.[5]
  - Músculo extensor largo del dedo gordo. Se origina medialmente en el peroné y se inserta en el primer dígito. Como su nombre indica dorsiflexiona el dedo gordo del pie.
  - Músculo peroneo anterior.
  - Músculos peroneos laterales. Son el músculo peroneo lateral largo que se origina en la parte proximal del peroné, y el músculo peroneo lateral corto que se origina por debajo del anterior en el mismo hueso. Juntos, sus tendones pasan por detrás del maleolo lateral. Distalmente, el peroneo lateral largo atraviesa la parte plantar del pie para llegar a su inserción en la primera articulación tarsometatarsiana; mientras que peroneo lateral corto llega a la parte proximal del quinto metatarsiano. Estos dos músculos son los más fuertes pronadores y ayudan en la flexión plantar. El largo también actúa como una cuerda que apoya el arco transversal del pie.[5]
- Músculos posteriores: están inervados por el nervio tibial (ramas S1 y S2)
  - Músculo tríceps sural está formado por el músculo sóleo y los gemelos. Los gemelos surgen en el fémur, proximal a los cóndilos, y el sóleo surge de las zonas proximales dorsales de la tibia y el peroné. Los tendones de estos músculos se fusionan para insertarse en el calcáneo como el tendón de Aquiles. El tríceps sural es el principal flexor plantar y su fuerza se hace más evidente en el ballet. Durante la marcha no solo levanta el talón, sino que también flexiona la rodilla, asistido por el plantar. Como curiosidad, morfológicamente el tríceps sural es un cuadriceps, ya que se puede componer de los 2 gemelos, el soleo y el plantar delgado.[5]
  - Músculo tibial posterior. Surge proximalmente en la parte posterior de la membrana interósea y los huesos adyacentes y se divide en dos partes en la planta del pie para insertarse en el tarso.
  - Músculo flexor largo del dedo gordo. Se presenta en la parte posterior de la tibia (es decir, en la parte lateral), y su vientre muscular, relativamente grueso, se extiende distalmente hasta el retináculo flexor en el que pasa hacia el lado medial a extenderse a través de la suela de la falange distal del primer dígito. El músculo poplíteo es también parte de este grupo, pero, con su dirección oblicua a través de la parte posterior de la rodilla, no actúa en el pie.[5]
  - Músculo flexor largo de los dedos del pie

##### Músculos intrínsecos del pie
Pueden dividirse en dos grupos: músculos de la planta del pie y músculos del dorso del pie.

###### Músculos de la planta del pie

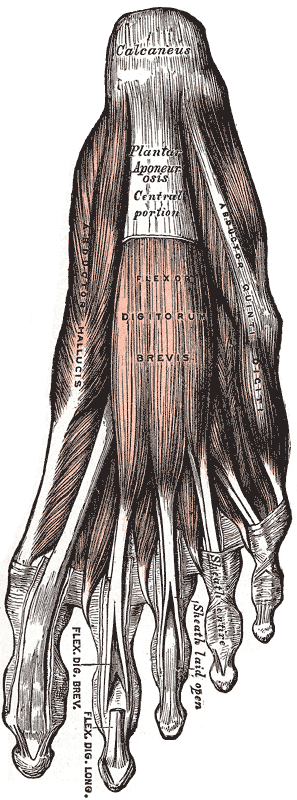
Músculos de la planta del pie

Los músculos de la planta del pie los podemos dividir en 3 planos: profundo, medio y superficial.
- Plano profundo: este plano muscular está inervado por el nervio plantar lateral rama del nervio tibial.
  - Interóseos dorsales y plantares, participan en la flexión y extensión del pie, y abducción y aducción de los dedos, teniendo de referencia el eje del pie (segundo dedo).
  - Músculo oponente del dedo meñique del pie que tracciona en dirección plantar y medial.
  - Músculo flexor corto del quinto dedo. Flexiona la articulación metatarsofalángica.
  - Músculo aductor del dedo gordo del pie. Su función es la flexión de la articulación metatarsofalángica, aduce y sustenta el arco transverso y longitudinal.
  - Músculo flexor corto del dedo gordo. Se encarga de la flexión de la articulación metatarsofalángica y sustenta el arco longitudinal. Pasa entre los 2 huesos sesamoideos y se inserta en la segunda falange y la flexiona.
- Plano medio: este plano lo inerva el nervio plantar lateral y el plantar medial, que también es rama del nervio tibial (S2, S3)
  - Músculo lumbrical del pie. Son 4 músculos que flexionan las articulaciones metatarsofalánficas del 2.º al 5.º dedos, provocan la extensión de la articulación interfalángica del 2.º al 5.º dedo y aduce del 2.º al 5.º dedo hacia el dedo gordo.
  - Músculo cuadrado plantar. Aumenta la tracción del flexor largo de los dedos.
- Plano superficial: inervado por los nervios plantar medial y plantar lateral (S1, S2, S3)
  - Músculo abductor del dedo gordo. Flexiona y abduce el primer dedo y sustenta el arco longitudinal. Está inervado por el nervio plantar medial procedente del nervio tibial.
  - Músculo flexor corto de los dedos. Su acción es la flexión de la articulación metatarsofalángica e interfalángicas proximales del 2.º al 5.º dedo, también sustenta el arco longitudinal. Lo inerva el nervio plantar medial.
  - Músculo abductor del 5.º dedo. Flexiona, abduce y sustenta el arco longitudinal. Lo inerva el nervio plantar lateral, rama del nervio tibial.

###### Músculos del dorso del pie
Los músculos intrínsecos del dorso del pie son únicamente dos:
- Músculo extensor corto de los dedos. Su contracción provoca la extensión de los dedos 2, 3 y 4. Actúa coordinadamente con el músculo extensor largo de los dedos.
- Músculo extensor corto del dedo gordo. Su contracción provoca la extensión del dedo gordo, actúa de forma coordinada con el músculo extensor largo del dedo gordo.

#### Articulaciones del pie humano
- 1. Articulación del tobillo o supra-astragalina. Se trata de una trocleartrosis formada por la cara distal de la extremidad inferior de la tibia y por las carillas articulares de los maléolos, junto con el astrágalo que ofrece su polea para permitir los movimientos de flexo-extensión.[2]
- 2. Articulación astragalotarsiana. Son las diversas articulaciones que experimenta el astrágalo con sus dos huesos tarsianos vecinos (calcáneo y escafoides). Esta articulación queda constituida por dos cámaras articulares independientes separadas por el seno del tarso:
  - Articulación subastragalina. Presenta como superficies articulares las carillas articulares posteriores del astrágalo (cóncava) y calcáneo (convexa) ambas son extensas e irregularmente ovaladas. ser considerada como un trochus.[6]
  - Articulación astragalocalcaneoescafoidea. Es morfológicamente una enartrosis.
- 3. Articulación calcaneocuboidea. Se establece entre la carilla articular distal del calcáneo y la carilla articular proximal del cuboides. Ambas son irregularmente triangulares. Es una articulación artrodial, provista de una cápsula y una sinovial propias y dotada de cierta autonomía funcional.
- 4. Articulaciones del tarso:
  - Articulación cuneonavicular: la parte trasera del escafoides se articula con la primera, segunda y tercera cuña.
  - Articulación intercuneiformes: se articulan entre sí las tres cuñas.
  - Articulación cubo-cuneana: la parte trasera del cuboides se articula con la base del cuarto y quinto dedo y la parte más externa de la tercera cuña.
- 5. Articulaciones tarsometatarsianas. La hilera más distal de los huesos del tarso (cuboides y tres cuñas) se articula con las extremidades proximales de los cinco metatarsianos. Son articulaciones artrodiales. La interlínea articular (conocida por los cirujanos como interlínea de Lisfranc) es muy quebrada y en la profundidad está interrumpida por dos principales ligamentos interóseos: (interno y externo).
- 6. Articulaciones metatarsofalángicas e interfalángicas. Las primeras son bicondíleas mientras que las segundas son trocleartrosis rudimentarias. A su nivel se realizan fundamentalmente movimientos de flexo-extensión de los dedos, que tratan agarrarse a terreno para hacer más sólida la sujeción de la bóveda plantar. por otra parte, es en estas articulaciones donde el pie estático o de apoyo adquiere el último impulso para despegarse del suelo y transformarse en dinámico durante la marcha.

#### Ligamentos del pie humano
- Ligamentos de la articulación supraastragalina.
  - Ligamento lateral interno o ligamento deltoideo. Toma como inserción proximal el maleolo tibial, abriéndose en abanico en dirección al tarso, distinguiéndose cuatro haces o fascículos según sus inserciones:
    - Haz tibioastragalino posterior: tubérculo interno de la apófisis posterior del astrágalo.
    - Haz tibiocalcáneo: sustentaculum tali.
    - Haz tibioastragalino anterior: cara interna del cuello del astrágalo.
    - Haz tibioescafoideo: tuberosidad del escafoides.
- Ligamentos de la articulación astragalotarsiana. Además de los ligamentos calcaneoescafoideo plantar y haz escafoideo del ligamento en Y de Chopart, en la articulación astragalotarsiana se describen otros cuatro ligamentos.
  - Ligamento calcaneoastragalino interóseo: es el más importante y poderoso. Rellena el seno del tarso, uniendo fuertemente los surcos correspondientes al astrágalo y calcáneo.
  - Ligamento calcaeoastragalino posterior: une los tubérculos de la apófisis posterior del astrágalo con la parte vecina de la cara superior del calcáneo. Transforma en orificio el canal existente entre ambos tubérculos (para el tendón del flexor largo del dedo gordo).
  - Ligamento calcaneoastragalino externo: desde la apófisis externa del astrágalo hasta la cara externa del calcáneo, situándose inmediatamente por delante del ligamento peroneoclacáneo.
  - Ligamento calcaneoastragalino interno: muy débil y cubierto por el ligamento deltoideo, une la cara interna del astrágalo con la parte vecina del sustentaculum tali.

#### Aponeurosis y fascias
- Aponeurosis plantar. Se sitúa en la planta del pie, bajo la piel, se inserta en el talón y en las falanges de los dedos.

#### La bóveda plantar humana
Se conoce como bóveda plantar el conjunto arquitectónico que forman los elementos óseos y ligamentosos del pie. Conforman una bóveda elástica que le permite adaptarse a las irregularidades del terreno y actuando como amortiguador en la marcha. Esto se debe a que sólo algunas zonas de los huesos del tarso y metatarso están en contacto con la superficie, por lo que forman una bóveda de forma triangular.
El peso que soporta el pie se transmite desde la articulación tibiotarsiana en tres direcciones hacia los puntos de apoyo de la bóveda plantar, mientras que los arcos antes descritos se aplanan y se elongan. Los puntos de apoyo de la bóveda plantar son tres, pero el peso no se reparte de forma equitativa entre cada uno de ellos.
- Apoyo antero-interno. Corresponde a la cabeza del 1.er metatarsiano. Soporta 1⁄6 del peso total que recibe el pie.
- Apoyo antero-externo. Corresponde a la cabeza del 5.º metatarsiano. Soporta 2⁄6 del peso total que recibe el pie.
- Apoyo posterior: tubérculos posteriores del calcáneo. Sobre el apoyo posterior o talón, el pie recibe 3⁄6 del peso total.

La bóveda, a su vez, está sostenida por tres arcos. La curvatura de estos tres arcos es mantenida por ligamentos y músculos, lo que impide la separación de los huesos. Los arcos y los elementos que los constituyen son:
- Arco interno: también llamado medial o longitudinal, es el arco más largo y alto de la bóveda. Se extiende entre la cabeza del 1.er metatarsiano y los tubérculos posteriores del calcáneo. Su altura es de 15 a 18 mm y está formado por cinco huesos: el primer metatarsiano y primer cuneiforme, el escafoides, el astrágalo y el calcáneo. De ellos, sólo el primer metatarsiano (a través de los huesos sesamoideos) y el calcáneo (por sus tubérculos posteriores) hacen contacto con el suelo. El hueso clave de este arco es el escafoides.
- Arco externo: también llamado lateral, es el arco más bajo de la bóveda plantar y el de longitud intermedia. Se extiende entre la cabeza del 5.º metatarsiano y los tubérculos posteriores del calcáneo. Su altura es de 3 a 5 mm y está formado por tres huesos: el 5.º metatarsiano, que contacta con el suelo por su cabeza, el cuboides, que no toma contacto con el suelo, y el calcáneo, que contacta con el suelo por sus tubérculos posteriores.
- Arco anterior: es un arco transversal de altura intermedia y el más corto de toda la bóveda. Se extiende entre la cabeza del 1.er metatarsiano y la cabeza del 5.º. Su altura es de 9 mm y está formado por la cabeza de los cinco metatarsianos, siendo la cabeza del 2.º el hueso clave en este arco y tomando contacto con el suelo sólo el 1.º y el 5.º.[7]

#### Arterias y venas
Las arterias que irrigan al pie son:
- Ramas de la arteria tibial posterior: arteria plantar lateral y arteria plantar medial.
- Ramas de la arteria dorsal del pie:
  - Arterias tarsales.
  - Arteria arqueada: a su vez se ramifica en tres arterias metatarsianas dorsales, que dan las arterias digitales dorsales.
  - Primera arteria metatarsiana dorsal.

Las venas que recogen la sangre del pie son:
- Vena safena mayor.
- Vena safena menor.

Ambas venas se interconectan formando un arco venoso dorsal.

#### Nervios

Sensibilidad de la planta del pie.

La inervación del pie procede principalmente del nervio tibial y nervio peroneo común, ramas del nervio ciático. También del nervio femoral.
- Nervio safeno se origina en el nervio femoral.
- Nervio peroneo superficial, es una rama del nervio peroneo común.
- Nervio peroneo profundo. Es otra rama del nervio peroneo común.
- Nervio plantar medial. Procede del nervio tibial.
- Nervio plantar lateral. Procede también del nervio tibial.
- Nervio sural. Tiene su origen en el nervio tibial y en el nervio peroneo común.
- Ramas calcaneas. Se originan en el nervio tibial y nervio sural.[9]

### Fisiología del pie humano

#### Función
La principal es la función de soporte, nos permiten desplazarnos de forma bípeda, aguantar el peso del cuerpo, absorben el impacto constante y además trasladan la fuerza de rotación que se produce por la cadera. El desarrollo de estas funciones se lleva a cabo gracias al trabajo conjunto de los músculos, articulaciones y huesos de los pies. Si alguno de estos componentes falla el resto se verán afectados.
Los pies gestionan los contactos estáticos y dinámicos del cuerpo con el suelo. Por ello, distinguimos entre estos aspectos.
- Función estática
  - Plasticidad. La necesidad de adaptación del pie al relieve del suelo para que pueda amoldarse a una superficie desigual o no horizontal
  - Firmeza. Es la calidad que debe conferir al pie su estabilización, una vez se pone el pie en el suelo y de forma suficiente, para mantener el apoyo anteriormente establecido.
- Función dinámica
  - Recepción. Es la capacidad del pie para responder a la amortiguación del suelo cuando llega a apoyarse, más o menos rápido.
  - Propulsión. Es la restitución de la energía acumulada en el momento de la recepción o de una determinada aceleración en un impulso.

#### Biomecánica
Posición de referencia: aquella en la que la planta del pie es perpendicular al eje de la pierna. A partir de esta posición podemos describir los distintos movimientos del pie:
- Flexión dorsal: movimiento de aproximación del dorso del pie a la cara anterior de la pierna. Amplitud de movimiento de 0 a 20°.
- Flexión plantar: movimiento que aleja el dorso del pie de la cara anterior de la pierna. El pie tiende a situarse en la prolongación de la pierna. Amplitud de movimiento de 0 a 45°.
- Aducción: movimiento en el que se lleva la punta del pie hacia dentro, con respecto al plano de simetría del cuerpo. Se realiza en un eje vertical y en un plano horizontal.
- Abducción: movimiento en el que se lleva hacia afuera el extremo distal del pie, realizándose en el plano horizontal.
- Supinación: en él dirigimos la planta del pie hacia adentro. Desarrollado en un plano frontal y alrededor del eje longitudinal. Participa la articulación subastragalina y en último lugar las articulaciones del tarso. La supinación es la combinación de: flexión plantar, aducción e inversión.
- Pronación: opuesto al anterior, por lo que la planta del pie “mira” hacia afuera. Movimiento frontal y con predominio de la articulación subastragalina. La pronación es la combinación de: flexión dorsal, abducción y eversión.
- Inversión: elevación del borde medial del pie. Movimiento tridimensional en el que la punta del pie se va hacia dentro, la planta mira hacia adentro y el pie se inclina hacia abajo en flexión plantar. Se desarrolla alrededor del eje de Henke. Predominio de las articulaciones tibiotarsiana, subastragalina y articulación de Chopart. Amplitud de movimiento de 0 a 35°.
- Eversión: elevación del borde lateral del pie. Movimiento que lleva la punta del pie hacia afuera, la planta “mira” al exterior y la cara dorsal del pie se eleva. Amplitud de movimiento de 0 a 25°.

#### El pie durante la marcha
La extremidad inferior, está destinada a las labores vitales de carga de peso y deambulación. Para llevar a cabo el estudio de la marcha, debemos hacer una breve referencia histórica del hombre y su supervivencia.
El primer dato o referencia, lo encontramos en una inscripción en una tumba Egipcia, datado del año 2380 a. C.
La locomoción incluye “movilidad animada e inanimada”. La marcha bípeda proporciona las ventajas evolutivas de una elevación relativa de los ojos y otros órganos sensoriales y la libertad de las extremidades para “evolucionar y desarrollar” las habilidades manuales.
- Debemos apuntar que durante la bipedestación simétrica, el peso de cuerpo va a estar repartido por igual sobre los dos pies, por lo que para poder levantar un pie, es necesario llevar todo el peso del cuerpo sobre el pie contrario.[11]
- Durante la marcha, el apoyo del pie va avanzando en dirección anterior, desde el momento en el que el talón golpea en el suelo, hasta que los dedos se despegan.
- El pie está en apoyo durante aproximadamente el 60 % del ciclo.[12]

El ciclo normal de la marcha consta de 4 fases:
1. Fase de contacto: comienza con el apoyo del calcáneo en el suelo. A continuación, existe una fase de pronación del pie para absorber de forma elástica el choque. Cuando caminas o corres, la pronación ayuda a suavizar el impacto del contacto inicial. Sin la pronación, todo el impacto de cada paso sería transmitido a la parte superior de las piernas y se afectaría la mecánica normal de las extremidades inferiores. Además de actuar de amortiguador de impactos, la pronación también ayuda al pie a “reconocer” sobre qué tipo de superficie estamos, ajustando y estabilizando el pie al tipo de terreno. Esta fase de contacto puede producirse gracias a la contracción excéntrica del extensor largo de los dedos y del tibial anterior.
2. Fase de apoyo medio: con el retropié totalmente pronado, los metatarsianos golpean el suelo. El centro de gravedad del cuerpo pasa desde atrás a lo largo del pie. Durante esta fase se produce la supinación de la articulación subastragalina, transformando el pie en una palanca rígida. El peso del cuerpo pasa por el mediopié cuando el tobillo se encuentra en dorsiflexión máxima, sometiendo al complejo gastronemio-sóleo a su máxima carga.
3. Propulsión: el peso del cuerpo se va desplazando hacia delante hacia las cabezas de los metatarsianos y empieza el despegue del talón.
4. Balanceo: es la última fase del ciclo de la marcha. Se mantiene la dorsiflexión del pie para que los dedos no golpeen el suelo y la supinación para posicionar el pie para el contacto del calcáneo con el suelo y la repetición del ciclo.[14]

En estas fases intervienen dos importantes factores: la gravedad y el rozamiento con el suelo. La ausencia de la gravedad impide la marcha. Por otra parte si el coeficiente de rozamiento es muy bajo o nulo, el pie resbala.

#### Tipos de pie
Se distinguen tres tipos:
- Pie griego. Así llamado porque se observa en las estatuas griegas de la época clásica: el segundo dedo es el más largo, después el dedo gordo, el tercero prácticamente mide lo mismo que el segundo, y el cuarto y el quinto son más pequeños. Es considerado el tipo de pie más escaso; sólo el 1 % de la población mundial lo posee.[cita requerida]
- Pie cuadrado. Los dedos son casi todos iguales y están a la misma altura. El 25 % de la población mundial lo posee.
- Pie egipcio. Visible en las estatuas de los faraones: el dedo gordo es el más largo y los otros le siguen por tamaño y orden decrecientes. Es considerado el tipo de pie más común. El 74 % de la población mundial lo posee.

#### Tipos de pisada en el corredor
La pisada puede evaluarse de dos formas: estática y dinámica. La forma estática corresponde a la huella plantar en la posición anatómica y la dinámica al análisis del pie en movimiento.
Hay tres tipos de pisada: pronadora, neutra y supinadora.
- Pronador: la característica del pie pronador consiste en un derrumbamiento del pie hacia la zona interna. Los tobillos tienden a girar hacia dentro, es una amortiguación natural con la que se defiende el cuerpo. La pronación es un efecto fisiológico y necesario con el que el pie disipa parte de la carga que recibe en cada paso para adaptarse a las irregularidades del terreno, si no fuera por ese movimiento de pronación los pies se lesionarían frecuentemente. Cuando esa pronación está aumentada por encima de los parámetros fisiológicos, hablamos de pronador. Entre un 50 y 60 % de los corredores padece sobrepronación.
- Neutro: significa que los tobillos no tienden a girar ni hacia el interior ni hacia el exterior del pie. El pie normal, es aquel cuyo apoyo comienza por la parte externa del tobillo ejerciendo a continuación una discreta pronación por parte del mediopié y despegando el antepié entre el 1.º y 2.º metatarsianos. Aproximadamente, un 40 % de los corredores tiene pie neutro.
- Supinador: entendemos por supinación el efecto contrario a la pronación, es decir cuando hay una ausencia o disminución del efecto pronatorio fisiológico, ofreciendo un apoyo por la parte externa del pie. Se trata de un pie muy estructurado y con poca movilidad con una bóveda plantar aumentada y el tobillo hacia fuera. Esta alteración es poco frecuente, aproximadamente el 10 % del total de corredores son supinadores, y a menudo se confunde con el desgaste excesivo de la zona externa del talón. Los supinadores comprimen y desgastan sus zapatillas a todo lo largo de los bordes externos y no solamente en la zona del talón.

Tipos de pisadas.

### Deformidades del pie en el ser humano
Las deformidades del pie se pueden clasificar en dos grandes grupos:
- Deformidades congénitas. Son debidas a factores hereditarios o ambientales, los cuales afectan al desarrollo embrionario y se manifiestan en el momento del nacimiento. Dentro de este grupo encontramos diferentes deformidades.
- Deformidades adquiridas. Se producen por factores no hereditarios que alteran la estructura de los pies. Estos factores pueden ser alteraciones neuromusculares, traumatismos, hábitos y calzados incorrectos, alteraciones hormonales o reumatismos.

Algunas de las deformidades más frecuentes son las siguientes:
- Pie plano. El arco longitudinal interno ha desaparecido o está aplanado.
- Pie cavo. El arco longitudinal está aumentado.
- Pie equino. El pie se apoya en el suelo únicamente en la parte anterior. El talón no entra en contacto con el suelo.
- Pie talo. El pie se apoya en el suelo únicamente en la zona del talón, pero no en la parte anterior.
- Pie varo. La planta del pie mira hacia el interior.
- Pie valgo. La planta del pie mira hacia el exterior.

Es frecuente que estas alteraciones aparezcan combinadas, por ejemplo en el pie plano-valgo o en el equino-varo.

#### Pie cavo

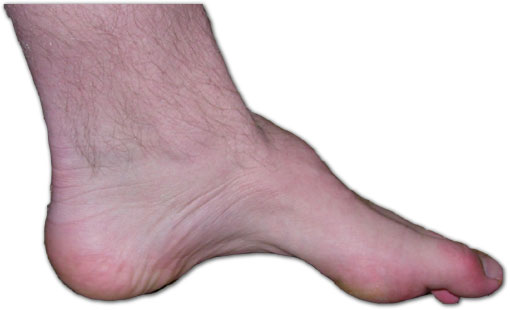
Pie cavo patológico provocado por una enfermedad neurológica.

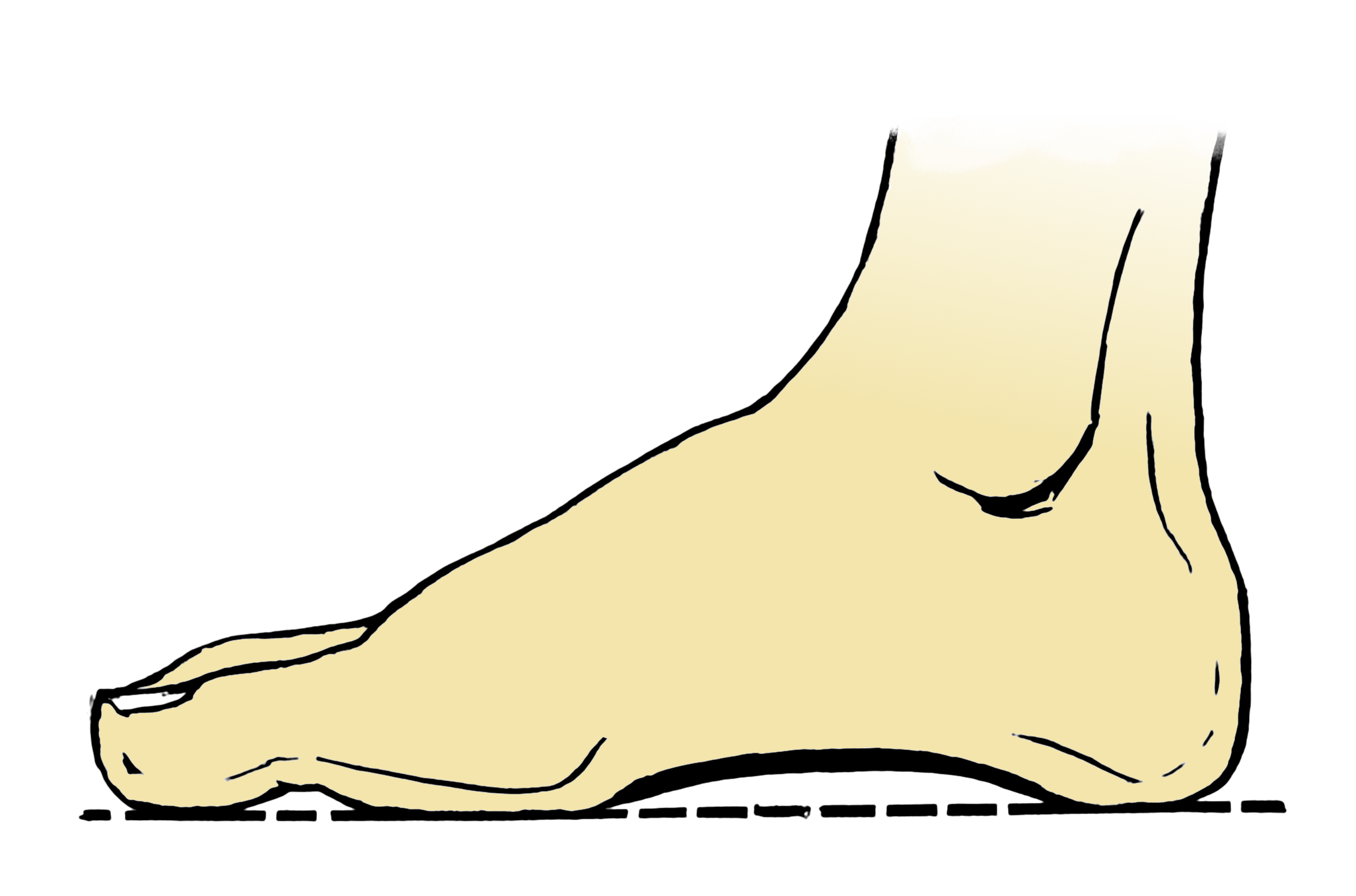
Pie con arco plantar normal.

Se caracteriza porque la altura de la bóveda plantar es excesiva. Para el adecuado diagnóstico de esta anomalía se utiliza el estudio de la huella plantar. El pie cavo se caracteriza por una prominencia convexa en el borde externo del pie y un aumento de la profundidad de la curva del arco interno, pudiendo llegar a alcanzar el arco externo y dividir la huella plantar en dos.
El pie cavo se divide en dos grupos, el pie cavo fisiológico, también llamado idiopático, que es el más usual, y el pie cavo patológico que es secundario a otra enfermedad, con frecuencia de tipo neurológico o congénita.
- Pie cavo fisiológico. Existe un aumento ligero de la curvatura normal, pero el pie es flexible y armónico. No se sabe con exactitud la causa que lo produce, pero la teoría más aceptada es un predominio en la acción del músculo peroneo lateral largo sobre el tibial anterior.
- Pie cavo patológico. Está provocado por otra enfermedad, con frecuencia neurológica como la Ataxia de Friedreich, o distintas lesiones cerebrales que ocasionan contractura espástica de diferentes músculos. En general en todos estos casos existe un desequilibrio entre los grupos musculares que intervienen en la movilidad del pie.[10]

#### Pie plano

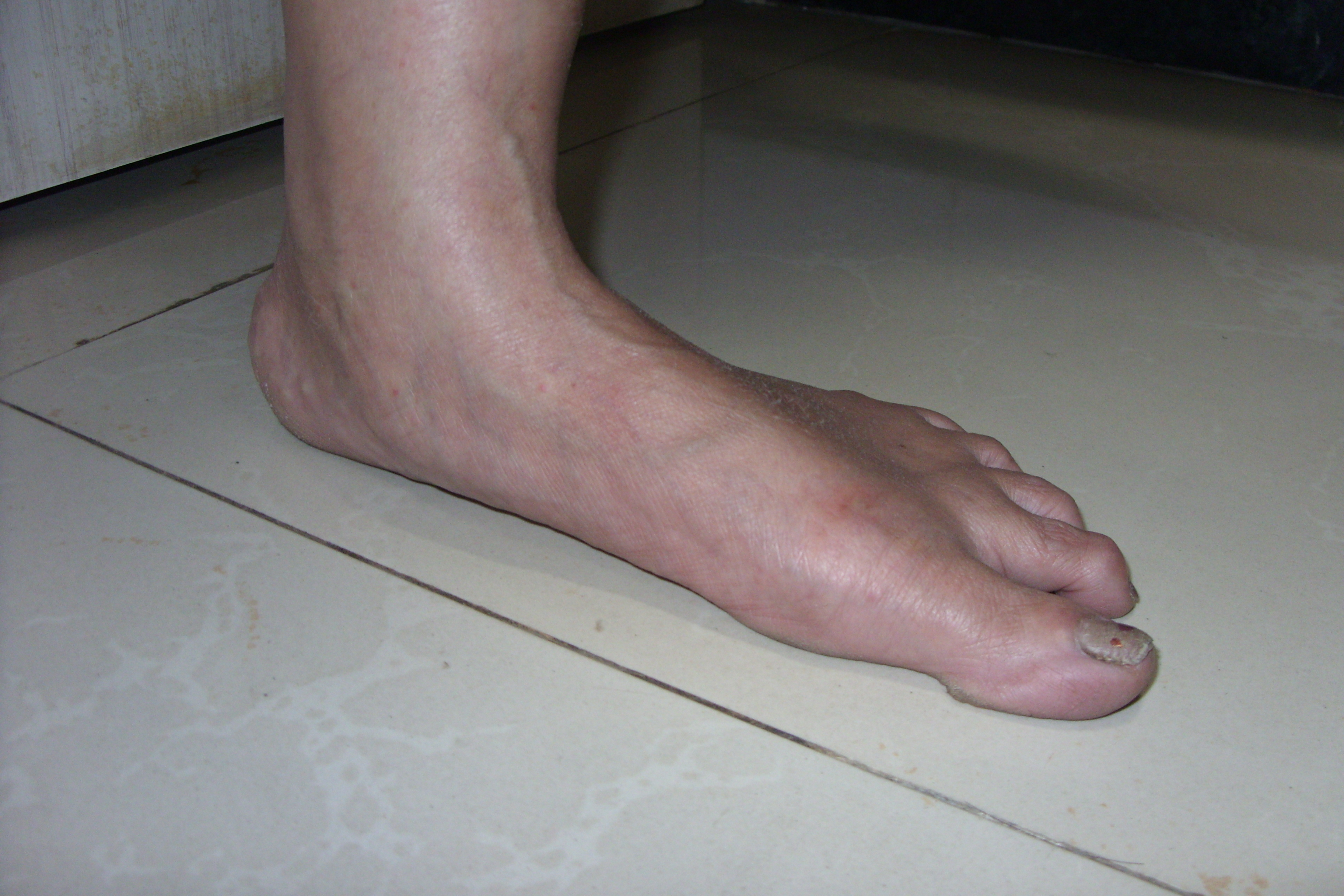
Pie plano de un adulto.

El pie plano consiste en la pérdida de altura de la bóveda plantar normal, lo que provoca un aumento en la superficie de contacto del pie con el suelo. Puede diagnosticarse simplemente observando el pie, en el que se comprueba la desaparición del arco interno, o mediante huellas plantares u otras técnicas. Según la gravedad de la afección puede clasificarse en distintos grados, el grado I se considera incluido dentro de la normalidad, en cambio en el grado IV la sintomatología es muy importante.
Puede dividirse en dos grupos principales:
- Pie plano fisiológico, también llamado flexible o infantil. El arco del pie es visible cuando se observa al individuo tumbado, pero desaparece cuando se encuentra de pie, debido al peso del cuerpo. Es la situación más frecuente y en muchas ocasiones no provoca ningún tipo de problema durante la marcha.
- Pie plano patológico. Es secundario a otra enfermedad o anomalía, tiene carácter progresivo y es más doloroso e invalidante. Puede estar provocado por muchas causas, entre ellas el exceso de peso, el uso de calzado inadecuado que alteran la biomecánica natural del pie y ciertas enfermedades neurológicas como la espina bífida, la distrofia muscular de Duchenne y la parálisis cerebral.

El pie plano se asocia a otras alteraciones, el retropié presenta una deformidad en valgo y el antepié se encuentra en abducción.
Por regla general, y con contadas excepciones, se deberán tratar solo los pies planos que producen síntomas dolorosos. En principio se podrá usar plantillas de descarga, si con estas no es suficiente para permitir una marcha normal e indolora, se requerirá una intervención quirúrgica que consiste básicamente en el restablecimiento de la forma del pie con o sin fusión (artrodesis) de la articulaciones alteradas. Una última consideración sobre el uso de plantillas, es que su finalidad no es la de restablecer una forma normal del pie, si no la de evitar el dolor. En muchas ocasiones el médico las prescribe a niños con pies planos más que para evitar una evolución a pie plano del adulto (ya que está demostrado que son inútiles para este fin) para evitar la ansiedad de algunos padres que piensan que no se está haciendo nada para tratar la deformidad de su hijo. En todos los casos se aconseja evitar la obesidad y el uso de calzado cómodo.

#### Pie zambo
Es una alteración congénita del pie en la que este se encuentra en posición equino-varo de talón, aducto, supinado del antepié.
Es idiopática, es decir que no se puede encontrar la causa o que ésta es desconocida. Es más frecuente en los niños en una proporción 2:1 y la afectación es bilateral en un 50 % de los casos. Puede presentarse como malformación aislada o asociada a otros procesos malformativos,(espina bífida, enanismo acondroplásico) enfermedades neuromusculares (artrogriposis) o anomalías cromosómicas. En los casos asociados, el pronóstico suele ser peor, son pies más rígidos y requieren tratamiento quirúrgico y fisioterapia intensiva.

### Desequilibrios del arco anterior
Los desequilibrios del arco anterior pueden ser de diferentes tipos. A continuación se detallan las distintas posibilidades.
- Exceso de curvatura del arco anterior, es una anomalía poco frecuente.
- Sobrecarga de la cabeza del primer metatarsiano.
- Sobrecarga de la cabeza del quinto metatarsiano.
- Pie plano anterior. Se aplana la bóveda plantar anterior, sobrecargando las cabezas de los metatarsianos centrales.
- Pie «ancestral». El arco anterior está invertido, lo cual provoca que las cabezas de los metatarsianos 2.º, 3.º y 4.º reciban una sobrecarga.

#### Alteraciones del retropié
Principalmente las alteraciones que se producen en la parte posterior del pie son:
- Retropié valgo: El pie tiende a volcarse hacia dentro. La línea del tendón de Aquiles está hacia dentro mientras que el calcáneo está hacia fuera, produciéndose una separación intercalcánea.
- Retropié varo: El pie tiende a volcarse hacia fuera. Se produce una mayor presión sobre el arco externo. Se separan mucho los arcos tibiales, produciéndose una separación maleolar.

## Instrumentos para el análisis del pie
La medición de la distribución de la presión plantar es útil para el diagnóstico de enfermedades del pie, en la evaluación de la deformación del pie, en el seguimiento de tratamientos protésicos, en la evaluación funcional del pie prequirúrgica y posquirúrgica, en la medicina deportiva y la evaluación de plantillas, entre otros.
- Instrumentos para el análisis estático.
  - Podoscopio: En los distintos modelos de podoscopio se estudia el apoyo en carga y en descarga, en situación unípeda y bípeda, y con los pies paralelos, juntos o separados. También en el podoscopio se puede realizar la medida del tamaño de los pies. El cristal superior del podoscopio está dividido por una retícula. Por todo ello, la medida del largo y del ancho de los pies es muy sencilla, basta con colocar el pie sobre la retícula y medir. También se puede practicar un estudio de la huella plantar y se determina el grado de pies planos o pies cavos, posibles asimetrías de las huellas de los pies, pies talos o pies equinos, pies con antepié supinado o pronado y pies planos transversos. Con los podoscopios se pueden distinguir con facilidad zonas de máxima y mínima presión del pie. El podoscopio permite realizar el estudio estático y dinámico en diversas posiciones y hace posible evaluar asimismo la marcha del paciente en el podoscopio de marcha o cajón de marcha.[18]
  - Fotopodograma: se realiza a través de la impresión de la planta del pie en un papel fotográfico que al resultar impregnado con líquido revelador, nos ofrece información sobre el contacto o la presión que realiza el pie sobre una superficie plana. Las imágenes que se consiguen con este método proporcionan un perímetro nítido y claro de la porción del pie que se apoya y de las diferentes presiones que soporta la planta del pie.
  - Huella plantar con espumas fenólicas o escayola.
  - Goniometría del pie.[19]
    - Flexión dorsal o flexión: arco normal de movimiento 0° a 20° (partiendo de la posición neutra del pie).
    - Flexión plantar o extensión: arco normal de movimiento 0° a 45°.
    - Inversión: arco normal de movimiento oscila de 0 a 35°.
    - Eversión: arco normal de movimiento oscila de 0 a 25°.[20]

  - Las plataformas de fuerza: son empleadas para proporcionar información precisa sobre la magnitud y el comportamiento de las fuerzas que actúan sobre el pie, o bien para mejorar el rendimiento físico o para un diagnóstico médico.
  - Cintas andadoras: usadas para proporcionar información sobre el movimiento del pie durante la marcha.
  - Instrumentos para el análisis dinámico.[21]

- - Plantillas instrumentadas (tipo Biofoot del IBV) diseñadas para el registro dinámico y posterior análisis de la distribución de presiones entre la planta del pie y el calzado. Posibilita la obtención de datos numéricos precisos y fiables. Todo ello se consigue a través de la determinación objetiva de las presiones plantares y de su localización exacta sobre la planta del pie durante la fase de apoyo del ciclo de marcha.[22]
  - Plataformas dinamométricas (tipo Dinascan del IBV) es un sistema de medida diseñado para registrar y analizar las fuerzas de reacción y momentos realizados por el sujeto sobre el suelo durante cualquier tipo de actividad humana (deambulación, saltos, giros, bipedestación, carrera, etc).

## Pies en los animales

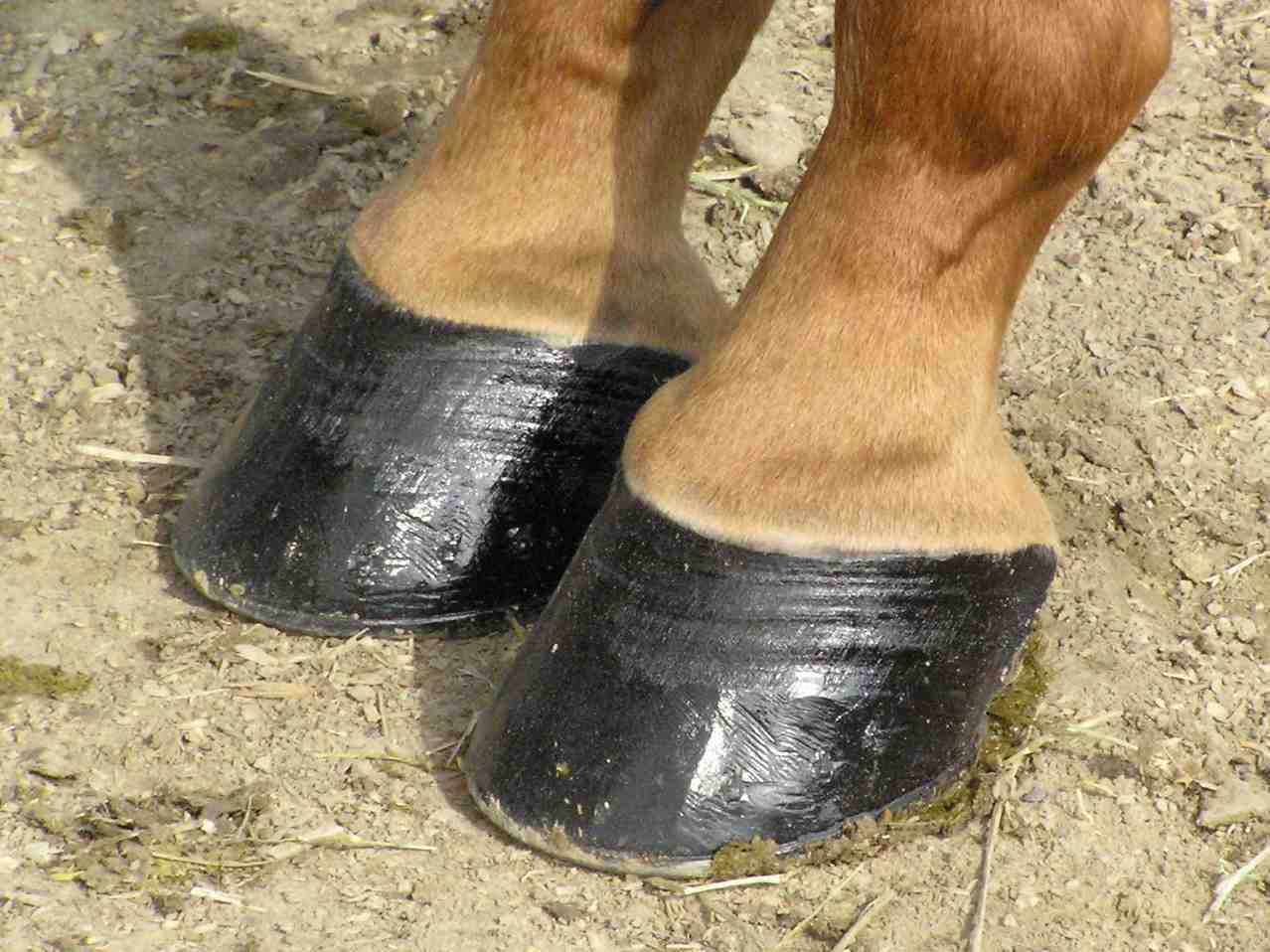
Cascos de un caballo.

Las características de los pies varían de un animal a otro. Muchos vertebrados que tienen piernas también poseen pies situados en su extremo inferior. Para estos animales, el pie es una compleja estructura de huesos, músculos y otros tejidos conectivos.
El pie que más se acerca al del pie humano en la escala animal es el de los mamíferos, pero es menos ancho, menos largo y forma más saliente por detrás, excepto los cuadrumanos y los mamíferos marinos. Entre los carnívoros, los osos y otros animales semejantes tienen la planta del pie particularmente desarrollada, que es de donde viene la antigua distinción entre animales plantígrados y digitígrados.
En los animales esencialmente andadores o que deben soportar una masa considerable, los dedos disminuyen en número y longitud. Así, se ve que:
- Los pies del caballo están formados por un solo dedo, llamado pezuña.
- Los rumiantes poseen cuatro dedos, pero solamente apoyan dos en el suelo.
- El elefante tiene cinco dedos, pero muy cortos.

En las aves, la mitad del tarso está soldada con la tibia y la otra con el metatarso. Estos animales solo apoyan en el suelo las falanges.

## Función sexual

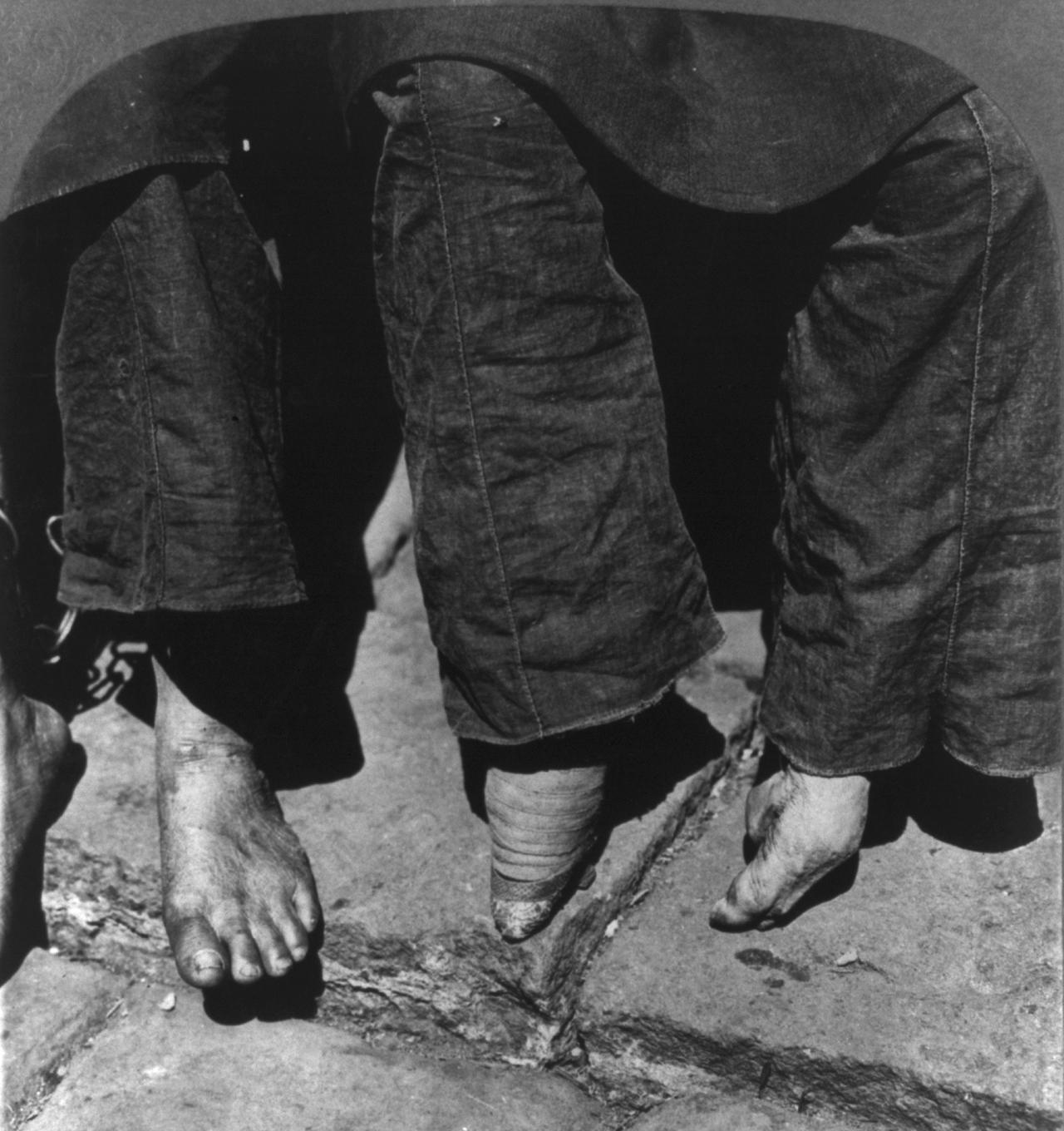
Comparativa pie normal y pie vendado

Desde el punto de vista cultural existen prácticas sexuales enfocadas en el pie llamadas podofilia o fetichismo de pies y centradas en su mayoría en los pies femeninos.
Ejemplo de ello en la cultura occidental es el tacón alto y en culturas orientales el vendado de pies.
Sendas tendencias provocan problemas físicos tanto a nivel de los propios pies como el resto del cuerpo:
- En los zapatos de tacón provoca con el tiempo un encogimiento de los dedos llamado “dedos de patata”, así como osteoartritis.
- El vendado de pies provoca una deformación grave que genera problemas al andar y posibles roturas de caderas cuando con la edad se debilitan.
- Fue prohibida en varias ocasiones dependiendo de quien estaba en el poder, en 1949 definitivamente se prohibió en China, en Japón la prohibición se realizó en Taiwán en 1915.[24]